# Styringomyia didyma
Styringomyia didyma är en tvåvingeart som beskrevs av Grimshaw 1901. Styringomyia didyma ingår i släktet Styringomyia och familjen småharkrankar. Inga underarter finns listade i Catalogue of Life.